# Monteceneri
Monteceneri é uma comuna da Suíça, situada no distrito de Lugano, no cantão de Ticino. Tem 36,9 km² de área e sua população em 2018 foi estimada em 4.521 habitantes.
Foi criada em 21 de novembro de 2010, a partir da fusão das antigas comunas de Medeglia, Bironico, Camignolo, Rivera e Sigirino.